# François de Robiano

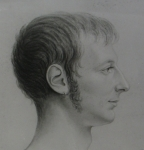
Graaf François de Robiano

François Xavier Jean-Marie Joseph de Robiano (Brussel, 23  december 1778 - Sint-Gillis, 6 juli 1836) was een Belgische katholiek politicus. Hij was in 1830 lid van het Nationaal Congres, provinciegouverneur van Antwerpen en senator van 1831 tot aan zijn overlijden in 1836. 

## Levensloop
De Robiano stamde uit een oude van oorsprong ambtsadellijke familie van wie de eerste bevestiging in de adelstand dateerde van 1606. De familie was afkomstig uit de Italiaanse stad Robbiano Brianza. Na het overlijden van zijn vader Jean Joseph de Robiano (1733-1785), die getrouwd was met Jeanne de Limpens (1751-1837), werden hij en zijn broers Louis (1781-1855) en Eugène (1783-1837) door hun oom Eugène-Jean de Robiano (1741-1820) opgevoed. Samen met hun oom stonden de broers bekend als traditionalistische katholieke ultramontanen. Tijdens de eerste jaren van de Franse overheersing, emigreerde de familie naar Duitsland en Oostenrijk en kwam slechts stapsgewijze terug, teneinde de gesekwestreerde goederen weer te kunnen in bezit nemen. De rijke familie de Robiano droomde van een terugkeer naar het ancien régime. Gekant tegen Napoleon, die zij als een soort antichrist beschouwden, waren zij ook niet enthousiast over het Verenigd Koninkrijk der Nederlanden.
Hij werd door koning Willem I erkend te behoren tot de adel van het koninkrijk der Nederlanden met de titel van graaf bij eerstgeboorte bij Koninklijk Besluit van 6 september 1828/N° 18. Hij had evenmin de eretitel geweigerd van kamerheer van Willem I en bleef dit tot in 1830.
Hij was in 1805 in Antwerpen getrouwd met Marie-Christine Gillès (1783-1840) en ze kregen drie zoons, Ludovic (1807-1887), Maurice (1815-1869) en Adrien (1819-1843), en een dochter, Ida (1810-1892), die kloosterzuster werd bij de Dames van Sint-Andreas.

## Belgisch koninkrijk
In 1830 schaarde hij zich met zijn broers achter de Belgische Revolutie. Hij werd voor het district Mechelen verkozen in het Nationaal Congres, waar hij slechts een vijftal keren kort het woord nam. Ondertussen was hij, na de installatie van het Voorlopig Bewind, op 4 oktober 1830 aangesteld als provinciegouverneur van Antwerpen.
De functie van gouverneur in de woelige provincie Antwerpen weerhield hem vaak van aanwezigheid in de Congresvergaderingen, zodat hij soms bij belangrijke stemmingen ontbrak. Voor de eerste stemronde over een staatshoofd ging zijn stem naar hertog August van Leuchtenberg en als regent gaf hij de voorkeur aan Félix de Merode. Hij werd als afwezig vermeld bij de stemming voor Leopold van Saksen-Coburg. Dit was waarschijnlijk opzettelijk, want Robiano was er niet voor te vinden dat een lutherse prins de Belgische troon zou bestijgen. Hij was wel aanwezig op 9 juli en stemde toen tegen de aanvaarding van het Verdrag der XVIII artikelen, een essentiële voorwaarde die Leopold had gesteld om de troon te aanvaarden. Robiano behoorde hierin tot de minderheid en de XVIII artikelen werden door het Congres aanvaard.
De Robiano werd in 1831 tot katholiek senator verkozen in het arrondissement Thuin. Hij zetelde in de Senaat tot aan zijn overlijden in 1836. Ook zijn broers, Louis (1781-1855) en Eugène (1783-1837), werden senator, net als zijn zonen Maurice en Ludovic.
In 1835 werd hij ook de eerste voorzitter van de Koninklijke Commissie voor Monumenten.

## Provinciegouverneur
Waarschijnlijk waren het de goede contacten van de Robiano's met de familie de Merode die ervoor zorgden dat hij op 4 oktober 1830 door het Voorlopig Bewind, waarvan Félix de Merode deel uitmaakte, werd aangesteld tot provinciegouverneur van Antwerpen. 
Als provinciegouverneur beleefde hij moeilijke tijden. Antwerpen werd regelmatig beschoten vanuit de citadel, die nog in Nederlandse handen was. De sluiting van de haven had economisch aanzienlijke gevolgen. De werkloosheid was erg groot, wat steeds een gevaar voor oproer met zich meebracht. De Robiano schoot de eerste middelen voor om vanaf november 1830 eerst 1400 en nadien 2000 tot 2500 van de meest behoeftige arbeiders aan het werk te zetten. Begin maart 1831 werd de toestand gespannen toen de lonen en het aantal arbeiders moesten verminderd worden omdat er niet voldoende geld vanuit Brussel werd ter beschikking gesteld. Uit vrees voor plunderingen besloten gouverneur de Robiano en burgemeester Le Grelle eigenmachtig deze maatregelen ongedaan te maken en opnieuw de nodige middelen voor te schieten, waarna de regering tegen haar zin wel moest volgen. 
De verstandhouding tussen de gouverneur en de regering zakte op die manier tot op een dieptepunt. Op 1 april verzocht hij om ontslag uit zijn functie. Het werd onmiddellijk aanvaard en op 7 april 1831 werd hij korte tijd vervangen door Jean-François Tielemans en vervolgens door Charles Rogier.

## Eerbetoon
Na de dood van de Robiano werd een intekening geopend voor het aanmaken van een medaille die de herinnering moest levendig houden aan de man die door een plotse dood werd ontnomen aan de Kunsten waarvan hij een beschermheer was en aan de kunstenaars van wie hij de vriend en toeverlaat was.
Er is een de Robianostraat (niet noodzakelijk alleen maar ter ere van François de Robiano) in Binche, Borsbeek, Schaarbeek en Tervuren en een Rue des comtes de Robiano in Kasteelbrakel.